# Domkirke
En domkirke eller katedral (Latin: ecclesia major, cathedralis) er hovedkirken i et stift, hvortil der i middelalderen var knyttet et domkapitel. Den er hovedkirke for en biskop eller ærkebiskop, som er stiftets øverste kirkelige autoritet.
Navnet stammer fra det latinske domus (underforstået domini), Herrens Hus, på middelalderlatin doma. Også Kollegiatkirker, som havde et kapitel med en provst og en decanus, kunne kaldes domkirke, fx i Goslar, Erfurt og Halle. I Syd- og Vesttyskland er Münster (monasterium) en sideordnet benævnelse.